# Carl Moltmann

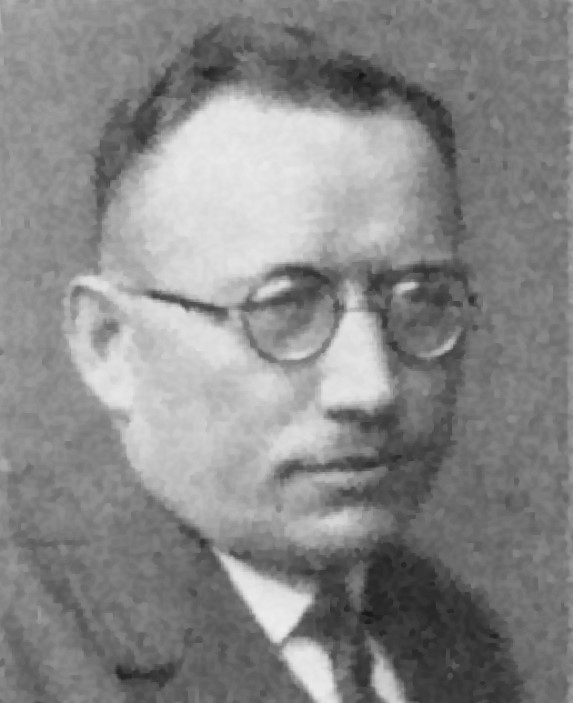
Carl Moltmann

Carl Moltmann (* 23. September 1884 in Brüz; † 5. Februar 1960 in Schwerin) war ein deutscher Politiker. Er gehörte der SPD bis zur  Gründung des Landesverbandes der SED Mecklenburgs (7. April 1946) an und war dessen Vorsitzender.

## Leben
Carl Moltmann erhielt nach dem Besuch der Volksschule in Parchim von 1898 bis 1901 eine Berufsausbildung zum Tischler. Im Juni 1902 trat er in die SPD ein. Von 1903 bis 1907 ging er auf Wanderschaft bis nach Österreich und Italien. 1907 wurde seine Tochter Luise geboren. Bereits 1907 wurde er Vorsitzender der Ortsgruppe Parchim, von 1911 bis 1915 der Ortsgruppe Schwerin und Mitglied des Landesvorstandes Mecklenburg-Schwerin der SPD. Während des Ersten Weltkriegs diente er von 1915 bis 1918 als Armierungssoldat.
Moltmann wurde im Dezember 1918 in den Arbeiter- und Soldatenrat Schwerins gewählt. Er gehörte vom Januar 1919 bis zum Juni 1933 dem Landtag des Freistaates Mecklenburg-Schwerin an. Er war SPD-Fraktionsvorsitzender und überzeugter Republikaner. Daneben war er bis 1928 Parteisekretär für den südwestlichen Teil von Mecklenburg-Schwerin und Redakteur der sozialdemokratischen Zeitung "Das Freie Wort". Von 1927 bis August 1932 war er Aufsichtsratsmitglied der Mecklenburgischen Landgesellschaft mbH, eine gemeinnützige, in Mecklenburg tätige Siedlungsgesellschaft. Vom Oktober 1928  war er bis Mai 1933 Direktor des Arbeitsamtes Schwerin. Ab 1929 bis 1933 war er noch Stadtverordneter und Stadtrat in Schwerin. Dem Reichstag gehörte er von Juli 1932 bis zum Juni 1933 an. In der Zeit des Nationalsozialismus bestritt er vom Januar 1934 bis zum Mai 1945 seinen Lebensunterhalt als Inhaber einer Tabakwarenhandlung in Schwerin. Wegen seiner antifaschistischen Haltung wurde er 1944 zeitweise inhaftiert.
Nach dem Zweiten Weltkrieg betrieb er im Juli 1945 die Neugründung der SPD-Ortsgruppe Schwerin, deren Vorsitz er führte. Von August 1945 bis zum April 1946 war er Vorsitzender des SPD-Landesverbandes Mecklenburg-Vorpommern. Ab Oktober 1945 leitete er das Landesarbeitsamt und später die Abteilung für Arbeit und Sozialfürsorge der Landesverwaltung. Von April 1946 bis 1948 war er zusammen mit Kurt Bürger Vorsitzender des Landesvorstandes der SED in Mecklenburg, danach weiterhin Vorstandsmitglied.
Carl Moltmann wurde 1946 als Mitglied der Beratenden Versammlung Mecklenburg-Vorpommern ernannt und fungierte dort als Vorsitzender. Auch bei den halbfreien Landtagswahlen in der SBZ 1946 und den nach Einheitslisten durchgeführten Landtagswahlen in der DDR 1950 wurde er in den Landtag gewählt und dort von November 1946 bis September 1952 Landtagspräsident.
Nach der Bildung der DDR-Bezirke war er Mitglied der SED-Bezirksleitung, Abgeordneter des Bezirkstages des Bezirks Schwerin sowie Vorsitzender des Bezirks-Komitees des Deutschen Roten Kreuzes der DDR.
1954 wurde er mit dem Vaterländischen Verdienstorden in Silber ausgezeichnet. Den Karl-Marx-Orden erhielt er 1959. Die Deutsche Post der DDR gab 1974 zu seinen Ehren eine Sondermarke in der Serie Persönlichkeiten der deutschen Arbeiterbewegung heraus.